# Энтюшъю
Энтюшъю — река в России, протекает в Республике Коми по территории района Печора. Правый приток реки Чикшина.

## География
Устье реки находится в 51 км по правому берегу реки Чикшина. Длина реки составляет 28 км. В 8 км от устья впадает левый приток — река Лунвож.

## Этимология гидронима
Гидроним, по-видимому, основан на личном имени Энтюиі, Ӧнтыиі (из русского Онтоша, Онтюш, Онтон, Антон) с добавлением коми ю — «река».

## Данные водного реестра
По данным государственного водного реестра России, относится к Двинско-Печорскому бассейновому округу, водохозяйственный участок реки — Печора от водомерного поста у посёлка Шердино до впадения реки Уса, речной подбассейн реки — бассейны притоков Печоры до впадения Усы. Речной бассейн реки — Печора.
Код объекта в государственном водном реестре — 03050100212103000064372.